# Казе Демо-Фасина (Падова)
Казе Демо-Фасина је насеље у Италији у округу Падова, региону Венето.
Према процени из 2011. у насељу је живело 273 становника. Насеље се налази на надморској висини од 15 м.